# Neymar (Lied)
Neymar ist ein Lied des ukrainischen Deutschrappers Capital Bra, in Kooperation mit dem deutschen Rapper Ufo361. Es erschien am 27. April 2018 als zweite Singleauskopplung aus seinem vierten Studioalbum Berlin lebt.

## Veröffentlichung
Capital Bra kündigte Ende März 2018 sein viertes Studioalbum Berlin lebt an. Als zweite Single erschien Neymar am 27. April 2018. Die Produktion wurde von den Produzenten The Cratez und Young Taylor übernommen. Das zugehörige Musikvideo erschien am selben Tag und wurde mehr als 134 Millionen Mal aufgerufen (Stand: März 2025).

## Inhalt
Inhaltlich behandelt der Song den Erfolg, Reichtum und Ruhm, den Capital Bra und Ufo361 erreicht haben. Verdeutlicht wird das durch den Vergleich mit dem brasilianischen Fußballer Neymar, der es von ärmlichen Verhältnissen zu einem der erfolgreichsten Fußballer weltweit geschafft hat und mittlerweile Multimillionär ist.
Aufgebaut ist das Lied aus einem Intro, zwei Parts, einer Hook und Pre-Hook. Das Lied beginnt zunächst mit dem Intro. Nach dem Intro folgt die Hook, die sich aus 16 Zeilen zusammensetzt und durch die Pre-Hook eingeleitet wird. An die Hook schließt sich der erste Part an, der aus 30 Zeilen besteht und von Capital Bra gerappt wird. Darauf folgt die Pre-Hook, die aus vier Zeilen besteht und die eigentliche Hook einleitet. Der gleiche Vorgang wiederholt sich mit dem zweiten Part, der aus 16 Zeilen besteht und von Ufo gerappt bzw. gesungen wird. Anschließend folgen Pre-Hook sowie Hook.

## Kommerzieller Erfolg

### Chartplatzierungen
Neymar konnte sich in der 18. Kalenderwoche des Jahres 2018 auf der Spitzenposition der deutschen Singlecharts platzieren. Für Capital Bra ist dies der zweite Nummer-eins-Hit in Deutschland, für das Produzenten-Duo The Cratez die dritte Nummer-eins-Single. Der Song verblieb für 42 Wochen in den deutschen Charts. In Österreich konnte sich die Single ebenfalls auf Platz eins und in der Schweiz auf Rang drei platzieren.
| ChartsChartplatzierungen | Höchstplatzierung | Wochen |
| ------------------------ | ----------------- | ------ |
| Deutschland (GfK)        | 1 (42 Wo.)        | 42     |
| Österreich (Ö3)          | 1 (32 Wo.)        | 32     |
| Schweiz (IFPI)           | 3 (22 Wo.)        | 22     |

| ChartsJahrescharts (2018) | Platzierung |
| ------------------------- | ----------- |
| Deutschland (GfK)         | 15          |
| Österreich (Ö3)           | 11          |
| Schweiz (IFPI)            | 56          |

Auf der Streamingplattform Spotify erreichte Neymar mehr als 200 Millionen Aufrufe (Stand: April 2025).

### Auszeichnungen für Musikverkäufe
In Deutschland wurde der Song im Jahr 2019 mit einer Goldenen Schallplatte ausgezeichnet, bevor er noch im selben Jahr Platinstatus erreichte. Mit über 400.000 verkauften Einheiten gehört Neymar zu den meistverkauften Rapsongs in Deutschland. Im Januar 2025 erhielt das Lied für über 900.000 Verkäufe Dreifach-Gold.
| Land/Region        | Auszeichnungen für Musikverkäufe (Land/Region, Auszeichnung, Verkäufe) | Verkäufe |
| ------------------ | ---------------------------------------------------------------------- | -------- |
| Deutschland (BVMI) | 3× Gold                                                                | 900.000  |
| Insgesamt          | 1× Gold · 1× Platin ·                                                  | 900.000  |